# 불청객 (2010년 영화)
《불청객》(The Uninvited)은 한국에서 제작된 이응일 감독의 2010년 판타지 영화이다. 김진식 등이 주연으로 출연하였다.

## 출연

### 주연
- 김진식
- 원강영
- 이응일